# ラデク・バボラーク
ラデク・バボラーク（Radek Baborák、1976年3月11日 - ）は、チェコのパルドゥビツェ出身のホルン奏者。指揮者としても活動しており、日本では山形交響楽団のミュージック・パートナーを務める。

## 人物・来歴
音楽一家に生まれ、8歳でホルンを始める。1989年から1994年までプラハ音楽院でベドジヒ・ティルシャルに師事し、1994年には、難関として知られるミュンヘン国際音楽コンクールで優勝。
音楽院在学中の18歳の時からチェコ・フィルハーモニー管弦楽団の首席奏者を務め、以来、ミュンヘン・フィルハーモニー管弦楽団、サイトウ・キネン・オーケストラ、ベルリン・フィルハーモニー管弦楽団などの首席ホルン奏者などを務めた。
2009年12月に、2000年から務めていたベルリン・フィルの首席奏者の座を辞し、退団。
バボラークの尊敬する、ホルン界の巨匠ヘルマン・バウマンは「彼の演奏は我々を18世紀の祝祭的な雰囲気へと連れていってくれる。チャーミングで柔らかな音色はこの上なく耳に心地よく響き、その演奏の繊細さと表現力の豊かさはホルンという楽器を最高に歌わせ、その解釈は自然な力とナイーヴな素朴さを生み出す」と評している。
テレマン、ハイドンからモーツァルト、リヒャルト・シュトラウス、サン＝サーンス、現代音楽まで幅広いレパートリーを持ち、「世界には、自分よりももっと技術的に優れたホルン奏者はたくさんいるが、自分の強みは“なんでもやる”ことです」と語っている。
小澤征爾、ダニエル・バレンボイム、ジェームズ・レヴァインなどの指揮者の信頼も厚く、世界中のオーケストラと共演している。
2018年6月現在の使用楽器は「デュルク D3」。
チェリストの妻を持ち、娘が1人いる。

## 楽団
- 順に過去に関わったもの、すべて首席ホルン奏者として
  - 年代不明　　　プラハ・フィルハーモニア
  - 1994年-1996年 チェコ・フィルハーモニー管弦楽団
  - 1996年-2000年 ミュンヘン・フィルハーモニー管弦楽団
  - 2000年-2009年 ベルリン・フィルハーモニー管弦楽団

- 現在関わっているもの
  - 山形交響楽団（2018年4月より首席客演指揮者→ミュージック・パートナー）[10]
  - 水戸室内管弦楽団
  - サイトウ・キネン・オーケストラ
  - アフラートゥス・クインテット
    - 木管五重奏団。1997年にミュンヘン国際音楽コンクール優勝[7]

  - ラデク・バボラーク・アンサンブル
    - 自身が設立した、ホルンと弦楽四重奏（曲によって変更あり）で構成される団体

  - チェコ・シンフォニエッタ
    - 自身を指揮者として設立[12]

  - チェコ・ホルン・コーラス
    - バボラーク曰く「チェコ内の最高のホルン奏者を集めた、高い音楽性とクオリティを持った最高のアンサンブル」。[13]

- 各団体が発表するプロフィールの微妙なズレについては、ノートページ参照。

## 受賞歴
- 1988年 コンチェルティーノ・プラハ 優勝
- 1992年 プラハの春国際音楽コンクール 第3位[8]
- 1993年 マルクノイキルヘン国際器楽コンクール 1位
- 1993年 ジュネーヴ国際音楽コンクール 第2位（1位なし）[8]
  - 「美しく柔らかな音色」、「完璧な演奏」、「ホルンの神童」と評された
- 1993年 ユネスコ国際ラジオコンクール 優勝[14]
- 1994年 ミュンヘン国際音楽コンクール 優勝[8]
- 1997年 ミュンヘン国際音楽コンクール 最優秀賞（木管五重奏団アフラートゥス・クインテットでの獲得）[7]
- 1995年 チェコグラミー賞 クラシック部門[15]
- 2001年 ダビドフ賞[15]
- 2002年 モーストリークラシックアワード[2]

## ディスコグラフィー
- バボラーク単独、または共演者、オーケストラとのもの
  - 1995年 チェコ・フィル／ホルン・アンサンブル(チェコのレーベルに録音、入手困難)
  - 1998年 ホルンとクラリネットの協奏作品集/スカラムーシュ／管楽器の協奏作品集
  - 1998年 チェコ・フィル／ホルンの名技
  - 2002年 Rare Chamber Works: Guarneri Trio Prague Baborak
  - 2002年 Horn Concertos: Baborak(Hr) / Bavarian Chamber.po
  - 2002年 サイド・バイ・サイド2
  - 2003年 ザ・ニュー・ディメンジョン
  - 2004年 バッハ：ヴィオラ・ダ・ガンバ・ソナタ、主よ人の望みの喜びよ、他
  - 2005年 組曲1〜3番　（無伴奏チェロ組曲ホルン版） －DVD
  - 2005年 イルミナシオン、ノクターン、セレナード
  - 2005年 バッハ：目覚めよ、と呼ぶ声あり－バボラークバッハを吹きまくる！
  - 2006年 モーツァルト:グラン・パルティータ  ベルリン・フィルハーモニー管楽アンサンブル
  - 2006年 インヴェンション　無伴奏ホルン作品集
  - 2006年 ブラームス：ホルン三重奏曲、他
  - 2007年 交響曲第40番、管楽器のための協奏交響曲　小澤征爾＆水戸室内管弦楽団
  - 2007年 フルート協奏曲、クラリネット協奏曲、管弦五重奏曲
  - 2007年 無伴奏チェロ組曲第4番、第5番（ホルン版）他
  - 2007年 ホルン＆ハープ、デュオ作品集
  - 2010年 R.シュトラウス：ホルン協奏曲第1番（ピアノ伴奏版）、F.シュトラウス：主題と変奏、幻想曲、他
  - 2010年 オーケストラ・スタディ＆ホルン・エチュード集
  - 2011年 フレンチ・リサイタル〜フランス近代のホルンとピアノのための作品集
  - 2011年 ベートーヴェン：ホルン・ソナタ、チェロ・ソナタ第4番（ホルン版）、クレーベ：変容
  - 2011年 テレマン：序曲『ミュゼット』、協奏曲集、ゼレンカ：カプリッチョ第3番
  - 2011年 クレド、聖霊讃歌、夢見るクリスマス・キャロル
  - 2011年 ベルリン・フィル／ヨーロッパ・コンサート〜モーツァルト作品集－DVD

- アフラートゥス・クインテットでのもの
  - 2000年 木管五重奏曲　
  - 2002年 ラヴェル・レボリューション 21
  - 2002年 Works For Wind Quintet: Afflatus Quintet +overtures Baborak
  - 2007年 ブラーゼン－ドイツ木管五重奏曲集－

- ラデク・バボラーク・アンサンブルでのもの
  - 2002年 バボラークwithフレンズ
  - 2004年 クワトロ・スタジオーニ
  - 2008年 ライヒャ：ホルン五重奏曲、モーツァルト：音楽の冗談、他
  - 2009年 セレナード〜マルチヌー、ニールセン、ケクラン、ベリオの室内楽

- チェコ・ホルン・コーラスでのもの
  - 2009年 4つの時代／ホルン合奏作品集
  - 2009年 ブルックナー・イン・カテドラル〜天上の音楽〜
  - 2011年 ブルックナー・シンフォニー・イン・カテドラル〜神々の音楽〜

- チェコ・シンフォニエッタでのもの
  - 2011年 モーツァルト：交響曲第25番、ホルン協奏曲第4番、ハイドン：ホルン協奏曲第2番、交響曲第7番『昼』